# Política cultural
Política cultural pode ser entendida como um conjunto de iniciativas e medidas de apoio institucional sistemático desenvolvido pela administração pública ou instituições civis, grupos comunitários e empresas privadas na perspectiva de orientar o reconhecimento, a proteção e o estímulo ao desenvolvimento simbólico material e imaterial de determinada sociedade ou grupo social.

## Conceito
Em uma ação do poder público, uma política cultural se traduz por operações, princípios e procedimentos administrativos e orçamentários com características de instruções e diretrizes, tanto de ação direta quanto de fomento, assim como de meios regulatórios apropriados ao setor — normas jurídicas que regem as relações entre os sujeitos e os objetos culturais — em modelos e rearranjos ideológicos e econômicos com vistas à conservação de patrimônio e a democratização da cultura, desde o consumo e a produção de bens e serviços até a participação e a criação de processos culturais, em modalidades com objetivos diferentes — excludentes ou cumulativos — e por vezes incompatíveis.
A partir de diferentes modos de compreensão da significação dessas iniciativas e, por conseguinte, pelos respectivos modos de proposição e agenciamento das mesmas é possível verificar o comprometimento do Estado com a cultura nos diferentes contextos sociais, no que se refere à democratização do acesso e da fruição e a diversidade da oferta de bens e serviços culturais.

## Sua função
Primeiramente, desenvolver o setor cultural. Fortalecendo a produção, difusão e o consumo cultural, de forma a corrigir distorções, resolver os problemas detectados em seu diagnóstico.